# David Lewis (ator)
David James Lewis (Vancouver, 4 de agosto de 1976) é um ator, escritor e produtor canadense. Conhecido por seus papéis   em filmes como Lake Placid, The Butterfly Effect 2, White Chicks, The Day the Earth Stood Still e A Fairly Odd Movie: Grow Up, Timmy Turner!.  Já ganhou um prêmio do Cannes Film Festival em 2000 pelo curta Shoes Off. Em 2012 fez uma participação em Supernatural. Em 2019, apareceu em Child's Play.
Ele fez participações especiais nas três séries de ficção científica norte-americanas mais antigas: The X-Files, Stargate SG-1 e Smallville. No Canadá, Lewis também é conhecido como "o pai", devido a uma série de comercias para a Rogers Communications.

## Filmografia
- 2019 - Child's Play... Shane
- 2009 - Harper's Island ... Richard Allen
- 2006 - The Butterfly Effect 2 ... Dave Bristol
- 1999 - Pânico no Lago ... Walt Lawson